# Der Querschnitt
Der Querschnitt (litt. « la section transversale »), est une revue allemande d'avant-garde, active entre 1921 et 1936.
Elle est fondée en janvier 1921 à Düsseldorf par le marchand d'art et galeriste Alfred Flechtheim sous le patronage de l'aristocrate Wilhelm von Kielmansegg (1889-1955). Cette première livraison offre aux lecteurs une gravure sur bois originale signée Frans Masereel, puis un mélange d'essais sur des artistes allemands et français, entrecoupés de photographies de boxeurs, la boxe étant le sport préféré de Flechtheim. Cette revue n'est donc pas un catalogue vitrine de la galerie mais bien un véritable laboratoire ouvert à toutes les tendances émergentes de la création mondiale. 
Der Querschnitt migre ensuite à Francfort, en enfin à Berlin à partir de novembre 1924, hébergée par l'éditeur Hermann Ullstein au sein de sa filiale dénommée Propyläen Verlag. Le tirage initial qui était de moins d'un millier d'exemplaires passe à 15 000 avant la crise de 1929, avec un tirage de 25 000 en 1931, ce qui représente sa meilleure année.
Le rédacteur en chef est Hermann von Wedderkop qui prend peu à peu la direction du support qu'il veut transformer en un « magazine » (Zeitschrift) ; il quitte ses fonctions en 1931. L'année suivante, Flechtheim quitte l'Allemagne pour Londres.
Der Querschnitt disparaît en octobre 1936 sur ordre express de Heinrich Himmler et la plupart des archives ont été détruites ou dispersées par les nazis. 
Parmi les nombreux contributeurs et contributrices, on trouve Annot, Franz Blei, Hermann Broch, Robert Musil, Ödön von Horváth et le Français Félix Fénéon.